# Sam Nujoma
Sam Nujoma, född 12 maj 1929 i Ongandjera, död 8 februari 2025 i Windhoek, var en namibisk politiker som var det självständiga Namibias första president, från 21 mars 1990 till 21 mars 2005. Han var självständighetsrörelsen SWAPOs ordförande sedan 1960.